# Дискографија Џастина Бибера
Дискографија канадског певача Џастина Бибера обухвата четири студијска албума, пет компилацијских албума, један ЕП, двадесет и девет синглова и седамнаест промотивних синглова.
Када је имао дванест година, Бибера је открио његов садашњи менаџер Скутер Браун, а певач је преко њега потписао уговор са издавачком кућом RBMG Records. На првом синглу Бибера, One Time били су ангажновани продуценти Трики Стјуарт и The-Dream. Песма је била дванаеста на листи у Канади и доспела међу двадесет најбољих у неколико других земања.
Први студијски албум Бибера под називом My World објављен је 19. марта 2010. године на ЦДу и за дигитално преузимање. Албум се нашао на првом месту листе у Канади и био међу првих пет на листама неколико земаља, укључујући Уједињено Краљевство и Сједињене Државе. ЕП такође под називом My World објављен је 17. новембра 2009. године, а продат је у 2.080.000 примерака у Сједињеним Државама. На епу су се нашли синглови One Less Lonely Girl као промотивни сингл и синглови Favorite Girl и Love Me.
Проширено издање првог Биберовог албума My World 2.0 објављено је у марту 2001. године. Албум је постигао велики комерцијални успех и нашао се на врховима листа земаља попут Аустралије, Канаде и Сједињеним Државама. My World 2.0 добио је платинумски сертификат у Канади и од Америчког удружења дискографских кућа. Албуму је претходило издање сингла Baby, који је Бибер снимио су сарадњи са америчким репером Лудакрисом. Сингл је био први на листама неколико земаља, укључујући Канаду, Аустралију и Сједињене Државе. Поред сингла Baby, албум садржи и синглове Somebody to Love и U Smile.
Године 2011. Бибер је објавио ремикс албум Never Say Never: The Remixes, који се нашао на врховима листа Канаде и Сједињених Држава. Водећи сингл са албума под називом Never Say Never, доспео је међу првих десет песама у неколико земаља.
Други студијски албум Under the Mistletoe објављен је 1. новембра 2011. године на ЦД формату и за дигитално преузимање. Албум се нашао на врховима листа у Канади и Сједињеним Државама, а сингл Mistletoe са албума, доспео је међу десет најбољих песама у Канади и Данској. Трећи студијски албум певача, под називом Believe објављен је 15. јуна 2012. године. На врху табеле био је у шестанест земаља, а добио је дупли платинумски сертификат у Канади. Главни сингл са албума под називом Boyfriend нашао се на првом месту листе у Канади и био на другом месту у Сједињеним Државама. На албуму Believe нашли су се и синглови As Long as You Love Me и Beauty and a Beat. Ремикс албума Belive под називом Believe Acoustic објављен је у јануару 2013. године и постао Биберов пети албум који се нашао на првом месту у Канади и Сједињеним Државама.
Четврти студијски албум Бибера под називом Purpose објављен је 13. јануара 2015. године. Албум је дебитовао на Билборд 200 листи, а током прве недеље од објављивања продат је у 522.000 примерака. Албумски синглови What Do You Mean?, Sorry и Love Yourself нашли су се на врховима листе у Канади, Данској, Ирској, Шведској, Великој Британији, Сједињеним Државама и на Новом Зеланду. Албум је продат у 6.562.000 примерака у свету.

## Албуми

### Студијски албуми
| Назив               | Детаљи | Позиција | Позиција | Позиција | Позиција | Позиција | Позиција | Позиција | Позиција | Позиција | Позиција | Број проданих примерака                                           | Сертификати |
| Назив               | Детаљи | КАН      | АУС      | ДАН      | ФРА      | НЕМ      | ХОЛ      | НЗ       | ШВЕ      | УК       | САД      | Број проданих примерака                                           | Сертификати |
| ------------------- | --- | -------- | -------- | -------- | -------- | -------- | -------- | -------- | -------- | -------- | -------- | ----------------------------------------------------------------- | --- |
| My World 2.0        | - Датум објављивања: 19. март 2010. - Издавачка кућа: Island Records, Teen Island Records, RBMG, Schoolboy Records - Формат: ЦД, дигитално преузимање  | 1        | 1        | 7        | 4        | 7        | 4        | 1        | 17       | 3        | 1        | - Свет: 7,200,000 - САД: 3,330,000 - УК: 780,000                  | - MC: 3× Платина - Аустралијско удружење дискографских кућа: 3× Платина - BPI: 2× Платина - Америчко удружење дискографских кућа: 3× Платина - RMNZ: 2× Платина                                                              |
| Under the Mistletoe | - Датум објављивања: 1. новембар 2011. - Издавачка кућа: Island, RBMG, Schoolboy - Формат: ЦД, дигитално преузимање                                    | 1        | 6        | 2        | 14       | 21       | 10       | 7        | 5        | 13       | 1        | - Свет: 2,250,000 - САД: 1,510,000                                | - MC: 3× Платина - Аустралијско удружење дискографских кућа: Платина - BPI: Златно - IFPI ДАН: 2× Платина - IFPI ШВЕ: Златно - Америчко удружење дискографских кућа: Платина                                                 |
| Believe             | - Датум објављивања: 15. јун 2012. - Издавачка кућа: Island, RBMG, Schoolboy - Формат: ЦД, дигитално преузимање                                        | 1        | 1        | 1        | 3        | 3        | 2        | 1        | 1        | 1        | 1        | - Свет: 3,180,000 - САД: 1,725,000                                | - MC: 2× Платина - Аустралијско удружење дискографских кућа: Платина - BPI: Златно - BVMI: Златно - IFPI ДАН: Златно - IFPI ШВЕ: Платина - Америчко удружење дискографских кућа: 3× Платина - RMNZ: Златно                   |
| Purpose             | - Датум објављивања: 13. новембар 2015. - Издавачка кућа: Def Jam Recordings, RBMG, Schoolboy - Формат: ЦД, дигитално преузимање, винил, комакт касета | 1        | 1        | 1        | 8        | 3        | 1        | 1        | 1        | 2        | 1        | - СВЕТ: 6,562,000 - КАН: 400,000 - САД: 1,870,000 - УК: 1,200,000 | - MC: 4× Платина - Аустралијско удружење дискографских кућа: 3× Платина - BPI: 4× Платина - BVMI: Златно - IFPI ДАН: 7× Платина - IFPI ШВЕ: 3× Платина - Америчко удружење дискографских кућа: 4× Платина - RMNZ: 2× Платина |

### Компилацијских албуми
| Title                     | Album details | Peak chart positions | Peak chart positions | Peak chart positions | Peak chart positions | Peak chart positions | Peak chart positions | Сертификати                               |
| Title                     | Album details | АУС                  | ДАН                  | ФРА                  | ИР                   | ШВЕ                  | УК                   | Сертификати                               |
| ------------------------- | --- | -------------------- | -------------------- | -------------------- | -------------------- | -------------------- | -------------------- | ----------------------------------------- |
| My Worlds: The Collection | - Датум објављивања: 19. новембар 2010. - Издавачка кућа: Island, Teen Island, RBMG, Schoolboy - Формат: ЦД, дигитално преузимање | —                    | 12                   | —                    | —                    | 27                   | —                    | - IFPI ДАН: 2× Платина - IFPI ШВЕ: Златно |
| Journals                  | - Датум објављивања: 23. децембар 2013. - Издавачка кућа: Island, RBMG, Schoolboy Records - * Формат: винил, дигитално преузимање | 35                   | 2                    | 174                  | 64                   | —                    | 46                   | - IFPI ДАН: Златно                        |

### Ремикс албуми
| Назив                        | Детаљи | Позиција | Позиција | Позиција | Позиција | Позиција | Позиција | Позиција | Позиција | Позиција | Позиција | Сертификати                                                                                     |
| Назив                        | Детаљи | КАН      | АУС      | ДАН      | ФРА      | НЕМ      | ИР       | НЗ       | ШВА      | УК       | САД      | Сертификати                                                                                     |
| ---------------------------- | --- | -------- | -------- | -------- | -------- | -------- | -------- | -------- | -------- | -------- | -------- | ----------------------------------------------------------------------------------------------- |
| My Worlds Acoustic           | - Датум објављивања: 26. новембар 2010. - Издавачка кућа: Island, Teen Island, RBMG, Schoolboy - Формат: ЦД, дигитално преузимање | 4        | —        | —        | —        | —        | —        | —        | —        | —        | 7        | - MC: Платина                                                                                   |
| Never Say Never: The Remixes | - Датум објављивања: 14. фебруар 2011. - Издавачка кућа: Island, Teen Island, RBMG, Schoolboy - Формат: ЦД, дигитално преузимање  | 1        | 15       | 25       | 71       | 72       | 10       | 14       | 61       | 17       | 1        | - MC: Платина - Америчко удружење дискографских кућа: Платина                                   |
| Believe Acoustic             | - Датум објављивања: 29. јануар 2013. - Издавачка кућа: Island, RBMG, Schoolboy - Формат: ЦД, дигитално преузимање                | 1        | 2        | 3        | 7        | 36       | 3        | 2        | 3        | 5        | 1        | - MC: Платина - BPI: Сребрно - IFPI ДАН: Платина - Америчко удружење дискографских кућа: Златно |

## Епови
| Назив    | Детаљи | Позиција | Позиција | Позиција | Позиција | Позиција | Позиција | Позиција | Позиција | Позиција | Број проданих примерака | Сертификати |
| Назив    | Детаљи | КАН      | АУС      | ДАН      | ФРА      | НЕМ      | ИР       | ШВЕ      | УК       | САД      | Број проданих примерака | Сертификати |
| -------- | --- | -------- | -------- | -------- | -------- | -------- | -------- | -------- | -------- | -------- | ----------------------- | --- |
| My World | - Датум објављивања: 17. новембар 2009. - Издавачка кућа: Island, Teen Island, RBMG, Schoolboy - Формат: ЦД, дигитално преузимање | 1        | 79       | 7        | 2        | 18       | 11       | 17       | 4        | 5        | - САД: 2,080,000        | - MC: 2× Платина - BPI: 2× Платина - BVMI: Платина - IFPI ШВЕ: Златно - Америчко удружење дискографских кућа: Платина |

## Синглови

### Као главни извођач
| Назив                                   | Година | Позиција | Позиција | Позиција | Позиција | Позиција | Позиција | Позиција | Позиција | Позиција | Позиција | Сертификати | Албум                                       |
| Назив                                   | Година | КАН      | АУС      | ДАН      | ФРА      | НЕМ      | ИР       | НЗ       | ШВЕ      | УК       | US       | Сертификати | Албум                                       |
| --------------------------------------- | ------ | -------- | -------- | -------- | -------- | -------- | -------- | -------- | -------- | -------- | -------- | --- | ------------------------------------------- |
| "One Time"                              | 2009   | 12       | 23       | —        | 13       | 14       | 31       | 6        | 55       | 11       | 17       | - Аустралијско удружење дискографских кућа: Платина - MC: Платина - BPI: Сребрно - Америчко удружење дискографских кућа: 5× Платина - RMNZ: Златно                                                                                            | My World                                    |
| "One Less Lonely Girl"                  | 2009   | 10       | 68       | —        | 9        | 22       | 9        | —        | —        | 62       | 16       | - MC: Златно - Америчко удружење дискографских кућа: 3× Платина | My World                                    |
| "Baby" (са Лудакрисом)                  | 2010   | 3        | 3        | 13       | 1        | 22       | 7        | 4        | 25       | 3        | 5        | - MC: 2× Платина - Аустралијско удружење дискографских кућа: 2× Платина - BPI: Платина - IFPI ДАН: Златно - Америчко удружење дискографских кућа: 12× Платина - RMNZ: Платина                                                                 | My World 2.0                                |
| "Eenie Meenie" (Sean Kingston)          | 2010   | 14       | 11       | —        | —        | 60       | 12       | 5        | 52       | 9        | 15       | - MC: Златно - Аустралијско удружење дискографских кућа: Платина - BPI: Сребрно - Америчко удружење дискографских кућа: Платина - RMNZ: Платина                                                                                               | My World 2.0                                |
| "Somebody to Love"                      | 2010   | 10       | 20       | —        | 17       | 16       | 33       | 12       | 54       | 33       | 15       | - Америчко удружење дискографских кућа: Платина | My World 2.0                                |
| "U Smile"                               | 2010   | 17       | 65       | —        | —        | —        | —        | 30       | —        | 98       | 27       | | My World 2.0                                |
| "Never Say Never" (Jaden Smith)         | 2010   | 11       | 17       | —        | 93       | —        | 22       | 20       | —        | 34       | 8        | - MC: Платина - Аустралијско удружење дискографских кућа: Платина - Америчко удружење дискографских кућа: 5× Платина - RMNZ: Златно | The Karate Kid                              |
| "Pray"                                  | 2010   | —        | 94       | —        | 14       | 51       | —        | 18       | —        | 112      | 61       | | My Worlds Acoustic                          |
| "Mistletoe"                             | 2011   | 9        | 20       | 7        | 76       | 53       | 16       | 11       | 14       | 21       | 11       | - MC: Платина - BPI: Сребрно - IFPI ДАН: Платина - Америчко удружење дискографских кућа: 2× Платина | Under the Mistletoe                         |
| "Boyfriend"                             | 2012   | 1        | 5        | 10       | 17       | 16       | 9        | 2        | 7        | 2        | 2        | - MC: 3× Платина - Аустралијско удружење дискографских кућа: 2× Платина - BPI: Златно - BVMI: Златно - IFPI ДАН: Златно - IFPI ШВЕ: Златно - Америчко удружење дискографских кућа: 6× Платина - RMNZ: Платина                                 | Believe                                     |
| "Turn to You (Mother's Day Dedication)" | 2012   | 22       | 25       | —        | 79       | —        | 27       | 18       | —        | 39       | 60       | | Non-album single                            |
| "As Long as You Love Me" (Big Sean)     | 2012   | 9        | 8        | 6        | 48       | 38       | 28       | 6        | 23       | 22       | 6        | - MC: 2× Платина - Аустралијско удружење дискографских кућа: 2× Платина - BPI: Сребрно - BVMI: Златно - IFPI ДАН: Златно - IFPI ШВЕ: Златно - Америчко удружење дискографских кућа: 4× Платина - RMNZ: Златно                                 | Believe                                     |
| "Beauty and a Beat" (са Ники Минаж])    | 2012   | 4        | 9        | 30       | 28       | 53       | 20       | 6        | 23       | 16       | 5        | - MC: 3× Платина - Аустралијско удружење дискографских кућа: 4× Платина - BPI: Златно - RMNZ: Платина - Америчко удружење дискографских кућа: 2× Платина                                                                                      | Believe                                     |
| "Right Here" (са Дрејком)               | 2013   | —        | —        | —        | —        | —        | —        | —        | —        | —        | 95       | | Believe                                     |
| "All Around the World" (са Лудакрисом)  | 2013   | 10       | 34       | 7        | 63       | 53       | 31       | 15       | 41       | 30       | 22       | - MC: Платина - Америчко удружење дискографских кућа: Платина | Believe                                     |
| "Heartbreaker"                          | 2013   | 15       | 30       | 1        | 26       | 32       | 12       | 21       | 47       | 14       | 13       | | Journals                                    |
| "All That Matters"                      | 2013   | 14       | 41       | 1        | 40       | 46       | 14       | 37       | —        | 20       | 24       | | Journals                                    |
| "Hold Tight"                            | 2013   | 23       | 48       | 1        | 46       | 56       | 21       | —        | —        | 28       | 29       | - Америчко удружење дискографских кућа: Златно | Journals                                    |
| "Wait for a Minute" (Tyga)              | 2013   | 47       | 74       | 6        | 103      | 63       | 42       | —        | —        | 41       | 68       | | Није ни на једном албуму                    |
| "Recovery"                              | 2013   | 30       | 63       | 5        | 56       | 50       | 25       | —        | —        | 28       | 41       | | Journals                                    |
| "Bad Day"                               | 2013   | 26       | 54       | 1        | 54       | 66       | 25       | —        | —        | 31       | 53       | | Journals                                    |
| "All Bad"                               | 2013   | 26       | 60       | 2        | 55       | 61       | 24       | —        | —        | 34       | 50       | | Journals                                    |
| "PYD" (са Р. Келијем)                   | 2013   | 32       | 56       | 4        | 62       | 64       | 29       | —        | —        | 30       | 54       | | Journals                                    |
| "Roller Coaster"                        | 2013   | 24       | 58       | 1        | 70       | 69       | 31       | —        | —        | 37       | 47       | | Journals                                    |
| "Change Me"                             | 2013   | 34       | 59       | 2        | 84       | 67       | 33       | —        | —        | 39       | 59       | | Journals                                    |
| "Confident" (Chance the Rapper)         | 2013   | 29       | 53       | 1        | 88       | 61       | —        | —        | —        | 33       | 41       | - Америчко удружење дискографских кућа: Платина | Journals                                    |
| "Home to Mama" (Cody Simpson)           | 2014   | —        | —        | —        | —        | —        | —        | —        | 57       | —        | —        | - IFPI ДАН: Златно | Purpose                                     |
| "Where Are Ü Now" (Jack Ü)              | 2015   | 5        | 3        | 8        | 24       | 33       | 9        | 3        | 6        | 3        | 8        | - MC: 2× Платина - Аустралијско удружење дискографских кућа: 2× Платина - BPI: 2× Платина - BVMI: Златно - IFPI ДАН: 2× Платина - IFPI ШВЕ: Платина - Америчко удружење дискографских кућа: 4× Платина - RMNZ: 3× Платина - SNEP: Платина     | Skrillex and Diplo Present Jack U и Purpose |
| "What Do You Mean?"                     | 2015   | 1        | 1        | 1        | 3        | 4        | 1        | 1        | 1        | 1        | 1        | - MC: 6× Платина - Аустралијско удружење дискографских кућа: 5× Платина - BPI: 3× Платина - BVMI: Платина - IFPI ДАН: 3× Платина - IFPI ШВЕ: 8× Платина - Америчко удружење дискографских кућа: 6× Платина - RMNZ: 4× Платина - SNEP: Платина | Purpose                                     |
| "Sorry"                                 | 2015   | 1        | 2        | 1        | 4        | 3        | 1        | 1        | 1        | 1        | 1        | - MC: 7× Платина - Аустралијско удружење дискографских кућа: 7× Платина - BPI: 5× Платина - BVMI: Платина - IFPI ДАН: 3× Платина - IFPI ШВЕ: 8× Платина - Америчко удружење дискографских кућа: 8× Платина - RMNZ: 5× Платина - SNEP: Diamond | Purpose                                     |
| "Love Yourself"                         | 2015   | 1        | 1        | 1        | 4        | 3        | 1        | 1        | 1        | 1        | 1        | - MC: 7× Платина - Аустралијско удружење дискографских кућа: 6× Платина - BPI: 3× Платина - BVMI: 3× Златно - IFPI ДАН: 4× Платина - IFPI ШВЕ: 9× Платина - Америчко удружење дискографских кућа: 7× Платина - RMNZ: 5× Платина               | Purpose                                     |
| "Company"                               | 2016   | 38       | 34       | 25       | 181      | —        | 30       | 18       | 35       | 25       | 53       | - Аустралијско удружење дискографских кућа: Платина - BPI: Златно - IFPI ДАН: Златно - IFPI ШВЕ: Златно - Америчко удружење дискографских кућа: Платина - RMNZ: Платина                                                                       | Purpose                                     |
| "Friends" (BloodPop)                    | 2017   | 4        | 2        | 1        | 8        | 4        | 4        | 2        | 2        | 2        | 20       | - MC: 2× Платина - Аустралијско удружење дискографских кућа: 2× Платина - BPI: Златно - BVMI: Платина - IFPI ДАН: Платина - IFPI ШВЕ: Златно - RMNZ: Златно                                                                                   | Није ни на једном албуму                    |

### Као гостујући музичар
| Назив                                                                        | Година | Позиција | Позиција | Позиција | Позиција | Позиција | Позиција | Позиција | Позиција | Позиција | Позиција | Сертификат | Албум                             |
| Назив                                                                        | Година | КАН      | АУС      | ДАН      | ФРА      | НЕМ      | ИР       | НЗ       | ШВЕ      | УК       | САД      | Сертификат | Албум                             |
| ---------------------------------------------------------------------------- | ------ | -------- | -------- | -------- | -------- | -------- | -------- | -------- | -------- | -------- | -------- | --- | --------------------------------- |
| "We Are the World 25 for Haiti"                                              | 2010   | 7        | 18       | 10       | —        | —        | 9        | 8        | —        | 50       | 2        | | Није ни на једном албуму          |
| "Wavin' Flag"                                                                | 2010   | 1        | —        | —        | —        | —        | —        | —        | —        | 89       | —        | - MC: 3× Платина | Није ни на једном албуму          |
| "Next to You" (Крис Браун и Џастин Бибер)                                    | 2011   | 36       | 22       | 20       | —        | 28       | 21       | 11       | —        | 14       | 26       | - Аустралијско удружење дискографских кућа: Платина - BPI: Сребрно | F.A.M.E.                          |
| "Live My Life" (Far East Movement и Џастин Бибер)                            | 2012   | 4        | 14       | 17       | 37       | 8        | 6        | 15       | 13       | 7        | 21       | - Аустралијско удружење дискографских кућа: Платина | Dirty Bass                        |
| "#thatPower" (will.i.am и Џастин Бибер)                                      | 2013   | 6        | 6        | 19       | 11       | 7        | 5        | 16       | 3        | 2        | 17       | - Аустралијско удружење дискографских кућа: Платина - BPI: Сребрно - BVMI: Златно - IFPI ШВЕ: Платина - RMNZ: Златно | #willpower                        |
| "Lolly" (Maejor, Juicy J и Џастин Бибер)                                     | 2013   | 27       | 98       | 8        | 119      | —        | —        | —        | 57       | 56       | 19       | | Није ни на једном албуму          |
| "Cold Water" (Major Lazer, MØ и Џастин Бибер)                                | 2016   | 1        | 1        | 2        | 2        | 2        | 1        | 1        | 1        | 1        | 2        | - MC: 3× Платина - Аустралијско удружење дискографских кућа: 4× Платина - BPI: 2× Платина - BVMI: Платина - IFPI ДАН: 3× Платина - Америчко удружење дискографских кућа: 4× Платина - RMNZ: Платина - SNEP: Платина                     | Music Is the Weapon               |
| "Let Me Love You" (DJ Snake и Џастин Бибер)                                  | 2016   | 4        | 2        | 3        | 1        | 1        | 2        | 3        | 2        | 2        | 4        | - MC: Платина - Аустралијско удружење дискографских кућа: 4× Платина - BPI: Платина - BVMI: Платина - IFPI ДАН: 2× Платина - IFPI ШВЕ: 5× Платина - Америчко удружење дискографских кућа: 4× Платина - RMNZ: 2× Платина - SNEP: Diamond | Encore                            |
| "Deja Vu" (Post Malone и Џастин Бибер)                                       | 2016   | 43       | —        | —        | 151      | —        | —        | —        | —        | 63       | 75       | - MC: Платина - BPI: Сребрно - Америчко удружење дискографских кућа: Платина | Stoney                            |
| "Despacito" (ремикс) (Luis Fonsi, Daddy Yankee и Џастин Бибер)               | 2017   | 1        | 1        | 1        | —        | —        | —        | 1        | 1        | 1        | 1        | - MC: Дијамантски - Аустралијско удружење дискографских кућа: 6× Платина - BPI: 4× Платина - BVMI: Златно - IFPI ДАН: 5× Платина - IFPI ШВЕ: 8× Платина - RMNZ: 3× Платина                                                              | Није ни на једном албуму          |
| "I'm the One" (DJ Khaled, Quavo, Chance the Rapper, Лил Вејн и Џастин Бибер) | 2017   | 1        | 1        | 2        | 11       | 4        | 2        | 1        | 2        | 1        | 1        | - MC: 5× Платина - Аустралијско удружење дискографских кућа: 5× Платина - BPI: 2× Платина - BVMI: Платина - IFPI ДАН: Платина - IFPI ШВЕ: 3× Платина - Америчко удружење дискографских кућа: 6× Платина - RMNZ: Платина - SNEP: Златно  | Grateful                          |
| "2U" (Давид Гета и Џастин Бибер)                                             | 2017   | 4        | 2        | 2        | 3        | 3        | 5        | 4        | 2        | 5        | 16       | - MC: 2× Платина - Аустралијско удружење дискографских кућа: 2× Платина - BPI: Платина - BVMI: Платина - IFPI ДАН: Платина - Америчко удружење дискографских кућа: Платина - RMNZ: Златно - SNEP: Платина                               | 7                                 |
| "Hard 2 Face Reality" (Poo Bear, Jay Electronica и Џастин Бибер)             | 2018   | 78       | —        | 23       | —        | —        | —        | —        | 59       | —        | —        | | Poo Bear Presents Bearthday Music |
| "No Brainer" (DJ Khaled, Џастин Бибер, Chance the Rapper и Quavo)            | 2018   | 4        | 6        | 1        | 22       | 15       | 4        | 2        | 4        | 3        | 5        | - MC: Платина - Аустралијско удружење дискографских кућа: Платина - BPI: Сребрно - IFPI ДАН: Златно - Америчко удружење дискографских кућа: Платина - RMNZ: Платина                                                                     | Father of Asahd                   |

### Промотивни синглови
| Назив                                               | Година | Позиција | Позиција | Позиција | Позиција | Позиција | Позиција | Позиција | Позиција | Позиција | Позиција | Сертификат | Албум               |
| Назив                                               | Година | КАН      | АУС      | ДАН      | ФРА      | ИР       | НОР      | НЗ       | ШВЕ      | УК       | САД      | Сертификат | Албум               |
| --------------------------------------------------- | ------ | -------- | -------- | -------- | -------- | -------- | -------- | -------- | -------- | -------- | -------- | --- | ------------------- |
| "Love Me"                                           | 2009   | 12       | 65       | —        | —        | —        | —        | —        | —        | 71       | 37       | | My World            |
| "Favorite Girl"                                     | 2009   | 15       | 92       | —        | —        | —        | —        | —        | —        | 76       | 26       | - Америчко удружење дискографских кућа: Златно | My World            |
| "Never Let You Go"                                  | 2010   | 14       | 67       | —        | —        | —        | —        | 16       | —        | 84       | 21       | | My World 2.0        |
| "The Christmas Song" (са Ашером)                    | 2011   | 59       | 58       | 27       | —        | —        | 16       | —        | —        | 91       | 58       | | Under the Mistletoe |
| "All I Want for Christmas Is You" (са Марајом Кери) | 2011   | 61       | —        | —        | —        | —        | 2        | —        | —        | 148      | 86       | | Under the Mistletoe |
| "Die in Your Arms"                                  | 2012   | 14       | 31       | 9        | 63       | 28       | 6        | 21       | —        | 34       | 17       | | Believe             |
| "I'll Show You"                                     | 2015   | 8        | 16       | 8        | 57       | 14       | 9        | 5        | 12       | 15       | 19       | - Аустралијско удружење дискографских кућа: Златно - BPI: Сребрно - IFPI ДАН: Златно - IFPI ШВЕ: Платина - Америчко удружење дискографских кућа: Платина - RMNZ: Златно | Purpose             |

## Остале песме
| Назив                                                 | Година | Позиција | Позиција | Позиција | Позиција | Позиција | Позиција | Позиција | Позиција | Позиција | Позиција | Сертификати                                                                      | Албум                        |
| Назив                                                 | Година | КАН      | АУС      | ДАН      | ФРА      | ИР       | НОР      | НЗ       | ШВЕ      | УК       | САД      | Сертификати                                                                      | Албум                        |
| ----------------------------------------------------- | ------ | -------- | -------- | -------- | -------- | -------- | -------- | -------- | -------- | -------- | -------- | -------------------------------------------------------------------------------- | ---------------------------- |
| "Down to Earth"                                       | 2009   | 61       | —        | —        | —        | —        | —        | —        | —        | 149      | 79       | - Америчко удружење дискографских кућа: Златно                                   | My World                     |
| "Bigger"                                              | 2009   | 78       | —        | —        | —        | —        | —        | —        | —        | 162      | 94       |                                                                                  | My World                     |
| "First Dance" (са Ашером)                             | 2009   | 88       | —        | —        | —        | —        | —        | —        | —        | 156      | 99       |                                                                                  | My World                     |
| "Common Denominator"                                  | 2009   | 72       | —        | —        | —        | —        | —        | —        | —        | 166      | —        |                                                                                  | My World                     |
| "Stuck in the Moment"                                 | 2010   | —        | —        | —        | —        | —        | —        | —        | —        | 151      | —        |                                                                                  | My World 2.0                 |
| "Overboard" (Jessica Jarrell)                         | 2010   | —        | —        | —        | —        | —        | —        | —        | —        | 182      | —        |                                                                                  | My World 2.0                 |
| "Up"                                                  | 2010   | —        | —        | —        | —        | —        | —        | —        | —        | —        | —        |                                                                                  | My World 2.0                 |
| "That Should Be Me"                                   | 2010   | 99       | —        | —        | —        | —        | —        | —        | —        | 179      | 92       |                                                                                  | My World 2.0                 |
| "Kiss and Tell"                                       | 2010   | —        | 78       | —        | —        | —        | —        | —        | —        | —        | —        |                                                                                  | My World 2.0                 |
| "Born to Be Somebody"                                 | 2011   | 56       | —        | —        | —        | —        | —        | —        | —        | —        | 74       |                                                                                  | Never Say Never: The Remixes |
| "Drummer Boy" (са Баста Рајмсом)                      | 2011   | 89       | —        | —        | —        | —        | —        | —        | —        | —        | 86       |                                                                                  | Under the Mistletoe          |
| "Be Alright"                                          | 2012   | —        | —        | —        | —        | —        | —        | —        | —        | —        | —        |                                                                                  | Believe                      |
| "Believe"                                             | 2012   | 100      | —        | —        | —        | —        | —        | —        | —        | —        | —        |                                                                                  | Believe                      |
| "Beautiful" (Карли Реј Џепсен и Џастин Бибер)         | 2012   | 37       | 48       | 37       | 184      | 87       | —        | —        | —        | 68       | 87       |                                                                                  | Kiss                         |
| "Boyfriend" (акустик)                                 | 2013   | —        | —        | —        | —        | —        | —        | —        | —        | —        | —        |                                                                                  | Believe Acoustic             |
| "As Long as You Love Me" (акустик)                    | 2013   | —        | —        | —        | 108      | —        | —        | —        | 40       | —        | 98       |                                                                                  | Believe Acoustic             |
| "Beauty and a Beat" (акустик)                         | 2013   | —        | —        | —        | —        | —        | —        | —        | 48       | —        | —        |                                                                                  | Believe Acoustic             |
| "Take You" (акустик)                                  | 2013   | —        | —        | —        | —        | —        | —        | —        | —        | —        | —        |                                                                                  | Believe Acoustic             |
| "Fall" (уживо)                                        | 2013   | —        | —        | —        | —        | —        | —        | —        | —        | —        | —        |                                                                                  | Believe Acoustic             |
| "I Would"                                             | 2013   | —        | —        | —        | —        | —        | —        | —        | 59       | 198      | —        |                                                                                  | Believe Acoustic             |
| "Nothing Like Us"                                     | 2013   | 43       | 73       | 39       | 193      | —        | 11       | —        | 21       | 68       | 59       |                                                                                  | Believe Acoustic             |
| "Backpack" (са Лил Вејном)                            | 2014   | —        | —        | 27       | —        | —        | —        | —        | —        | 171      | —        |                                                                                  | Journals                     |
| "What's Hatnin'" (Future)                             | 2014   | —        | —        | 36       | —        | —        | —        | —        | —        | 193      | —        |                                                                                  | Journals                     |
| "One Life"                                            | 2014   | —        | —        | 34       | —        | —        | —        | —        | —        | —        | —        |                                                                                  | Journals                     |
| "Swap It Out"                                         | 2014   | —        | —        | 30       | —        | —        | —        | —        | —        | —        | —        |                                                                                  | Journals                     |
| "Memphis" (Big Sean)                                  | 2014   | —        | —        | 31       | —        | —        | —        | —        | —        | —        | —        |                                                                                  | Journals                     |
| "Mark My Words"                                       | 2015   | 29       | 49       | 24       | —        | 32       | 25       | 22       | 25       | 33       | 42       | - BPI: Сребрно - IFPI ШВЕ: Златно - Америчко удружење дискографских кућа: Златно | Purpose                      |
| "No Pressure" (Big Sean)                              | 2015   | 44       | 60       | —        | —        | 44       | —        | 28       | 53       | 38       | 49       | - BPI: Сребрно - Америчко удружење дискографских кућа: Златно                    | Purpose                      |
| "No Sense" (Травис Скот)                              | 2015   | 42       | —        | —        | 198      | 59       | —        | 36       | 63       | 50       | 54       | - Америчко удружење дискографских кућа: Златно                                   | Purpose                      |
| "The Feeling" (Halsey)                                | 2015   | 25       | 22       | 33       | 163      | 31       | 32       | 20       | 34       | 34       | 31       | - BPI: Сребрно - IFPI ШВЕ: Златно - Америчко удружење дискографских кућа: Златно | Purpose                      |
| "Life Is Worth Living"                                | 2015   | 49       | —        | —        | —        | 65       | 37       | —        | 55       | 61       | 67       | - Америчко удружење дискографских кућа: Златно                                   | Purpose                      |
| "Children"                                            | 2015   | 47       | 52       | —        | 161      | 40       | 29       | 31       | 42       | 44       | 74       | - IFPI ШВЕ: Златно                                                               | Purpose                      |
| "Purpose"                                             | 2015   | 30       | 40       | 25       | 143      | 38       | 14       | 26       | 22       | 41       | 43       | - BPI: Сребрно - IFPI ШВЕ: Златно - Америчко удружење дискографских кућа: Златно | Purpose                      |
| "Been You"                                            | 2015   | 61       | —        | —        | —        | 66       | —        | —        | 60       | 63       | 81       |                                                                                  | Purpose                      |
| "Get Used to It"                                      | 2015   | 73       | —        | —        | —        | 87       | —        | —        | 92       | 77       | 90       |                                                                                  | Purpose                      |
| "We Are" (Нас)                                        | 2015   | 69       | —        | —        | —        | —        | —        | —        | 95       | 74       | 88       |                                                                                  | Purpose                      |
| "Trust"                                               | 2015   | 80       | —        | —        | —        | —        | —        | —        | —        | 88       | 98       |                                                                                  | Purpose                      |
| "All in It"                                           | 2015   | 94       | —        | —        | —        | —        | —        | —        | —        | 91       | —        |                                                                                  | Purpose                      |
| "Juke Jam" (Chance the Rapper, Towkio и Џастин Бибер) | 2016   | —        | —        | —        | —        | —        | —        | —        | —        | —        | —        |                                                                                  | Coloring Book                |

## Дуети
| Назив                          | Година | Остали музичар(и)             | Албум                                          |
| ------------------------------ | ------ | ----------------------------- | ---------------------------------------------- |
| "Rich Girl"                    | 2010   | Соуља Бој                     | Best Rapper                                    |
| "Won't Stop"                   | 2011   | Шон Кингстон                  | King of Kingz                                  |
| "Ladies Love Me"               | 2011   | Крис Браун                    | Boy in Detention                               |
| "Trust Issues" (ремикс)        | 2011   | Дрејк                         | Није на једном албуму                          |
| "Thinkin Bout You"             | 2011   | Џејден Смит                   | Није на једном албуму                          |
| "Happy New Year"               | 2012   | Џејден Смит                   | Није на једном албуму                          |
| "Love Me Like You Do" (ремикс) | 2012   | Џејден Смит                   | Није на једном албуму                          |
| "Beautiful"                    | 2012   | Карли Реј Џепсен              | Kiss                                           |
| "Actin' Up"                    | 2013   | Ашер Рот, Rye Rye, Крис Браун | The Greenhouse Effect Vol. 2                   |
| "The Intro"                    | 2013   | DJ Tay James                  | We Know the DJ Radio, Vol. 3                   |
| "Broken"                       | 2014   | Блејк Кели                    | We Know the DJ Radio, Vol. 4                   |
| "Gas Pedal" (ремикс)           | 2014   | Sage the Gemini, Iamsu        | We Know the DJ Radio, Vol. 4                   |
| "Slave to the Rhythm" (ремикс) | 2014   | Мајкл Џексон                  | Није на једном албуму                          |
| "Foreign" (ремикс)             | 2014   | Trey Songz                    | Trigga                                         |
| "Time for Bed"                 | 2014   | Khalil                        | A Long Story Short                             |
| "Playtime"                     | 2014   | Khalil                        | A Long Story Short                             |
| "Maria I'm Drunk"              | 2015   | Травис Скот, Young Thug       | Rodeo                                          |
| "Future"                       | 2015   | Khalil, Kehlani               |                                                |
| "Juke Jam"                     | 2016   | Chance the Rapper, Towkio     | Coloring Book                                  |
| "Let's Shut Up & Dance"        | 2018   | Lay, NCT 127                  | Michael Jackson Tribute: Let's Shut Up & Dance |